# Copa Árabe Sub-20 2022
La Copa Árabe Sub-20 2022 fue la quinta  edición de dicho torneo. Se llevó a cabo en Arabia Saudita del 20 de julio  al 7 de agosto y contó con la participación de 18 selecciones juveniles de África y Medio oriente.
Arabia Saudita conquistó su 2.º título tras ganar en la final a Egipto en los penales.

## Sedes
| Ciudad | Sede                                 | Capacidad |
| ------ | ------------------------------------ | --------- |
| Abha   | Prince Sultan bin Abdul Aziz Stadium | 20,000    |
| Abha   | Damac Stadium                        |           |

## Participantes
- En cursiva los equipos debutantes.

| - Argelia - Baréin - Yibuti - Egipto - Irak - Jordania - Líbano - Libia - Mauritania | - Marruecos - Omán - Palestina - Arabia Saudita (anfitrión) - Somalia - Sudán - Túnez - Emiratos Árabes Unidos - Yemen |

## Fase de grupos

### Grupo A
| Equipo         | PJ | PG | PE | PP | GF | GC | Dif. | Pts |
| -------------- | -- | -- | -- | -- | -- | -- | ---- | --- |
| Arabia Saudita | 2  | 2  | 0  | 0  | 6  | 1  | +5   | 6   |
| Mauritania     | 2  | 1  | 0  | 1  | 1  | 2  | −1   | 3   |
| Irak           | 2  | 0  | 0  | 2  | 1  | 5  | -4   | 0   |

| 20 de julio de 2022 | Arabia Saudita              | 2:0 (2:0) | Mauritania | Prince Sultan bin Abdul Aziz, Abha, Arabia Saudita |                             |
| 17:00               | - Al Oyayari 5' - Radif 15' | Reporte   |            | Árbitro(s): Omar Al-Yaqoubi                        | Árbitro(s): Omar Al-Yaqoubi |

| 23 de julio de 2022 | Mauritania  | 1:0 (0:0) | Irak | Damac Stadium, Abha, Arabia Saudita |                  |
| 21:00               | - Cissé 67' | Reporte   |      | Árbitro(s): [[]]                    | Árbitro(s): [[]] |

| 26 de julio de 2022 | Irak        | 1:4 (1:3) | Arabia Saudita                              | Prince Sultan bin Abdul Aziz, Abha, Arabia Saudita |                            |
| 17:00               | - Rabah 33' | Reporte   | - 9', 35', 80' (pen.) Radif - 31' Al-Juwayr | Árbitro(s): Youssef Qamouh                         | Árbitro(s): Youssef Qamouh |

### Grupo B
| Equipo                 | PJ | PG | PE | PP | GF | GC | Dif. | Pts |
| ---------------------- | -- | -- | -- | -- | -- | -- | ---- | --- |
| Jordania               | 2  | 1  | 1  | 0  | 2  | 1  | +1   | 4   |
| Yemen                  | 2  | 1  | 0  | 1  | 3  | 2  | +1   | 3   |
| Emiratos Árabes Unidos | 2  | 0  | 1  | 1  | 2  | 4  | -2   | 1   |

| 20 de julio de 2022 | Emiratos Árabes Unidos | 1:1 (0:1) | Jordania            | Damac Stadium, Abha, Arabia Saudita |                         |
| 21:00               | - Subait 90+4' (pen.)  | Reporte   | - 45+1' Al-Shanaina | Árbitro(s): Jalal Jayed             | Árbitro(s): Jalal Jayed |

| 23 de julio de 2022 | Jordania     | 1:0 (0:0) | Yemen | Prince Sultan bin Abdul Aziz, Abha, Arabia Saudita    |                                                       |
| 17:00               | - Hassan 64' | Reporte   |       | Asistencia: 6 720 espectadores Árbitro(s): Naim Hosni | Asistencia: 6 720 espectadores Árbitro(s): Naim Hosni |

| 26 de julio de 2022 | Yemen                                    | 3:1 (1:0) | Emiratos Árabes Unidos | Damac Stadium, Abha, Arabia Saudita                        |                                                            |
| 21:00               | - Mahrous 44' - Al Shami 59' - Mahdi 80' | Reporte   | - 78' Khalil           | Asistencia: 4 053 espectadores Árbitro(s): Mohamed Maarouf | Asistencia: 4 053 espectadores Árbitro(s): Mohamed Maarouf |

### Grupo C
| Equipo  | PJ | PG | PE | PP | GF | GC | Dif. | Pts |
| ------- | -- | -- | -- | -- | -- | -- | ---- | --- |
| Argelia | 2  | 2  | 0  | 0  | 5  | 2  | +3   | 6   |
| Libia   | 2  | 1  | 0  | 1  | 3  | 3  | 0    | 3   |
| Líbano  | 2  | 0  | 0  | 2  | 1  | 4  | -3   | 0   |

| 21 de julio de 2022 | Argelia                        | 2:1 (2:0) | Líbano         | Prince Sultan bin Abdul Aziz, Abha, Arabia Saudita |                                  |
| 17:00               | - Adjaoudi 23' - Ben Hamed 39' | Reporte   | - 83' Bahlawan | Árbitro(s): Sultan Mohamed Saleh                   | Árbitro(s): Sultan Mohamed Saleh |

| 24 de julio de 2022 | Líbano | 0:2 (0:0) | Libia                     | Damac Stadium, Abha, Arabia Saudita |                             |
| 21:00               |        | Reporte   | - 70' Adil - 84' Bouchiba | Árbitro(s): Mohammad Khaled         | Árbitro(s): Mohammad Khaled |

| 27 de julio de 2022 | Libia             | 1:3 (0:1) | Argelia                             | Prince Sultan bin Abdul Aziz, Abha, Arabia Saudita |                            |
| 17:00               | - Adil 48' (pen.) | Reporte   | - 25' Rahou - 72' Amar - 81' Akhrib | Árbitro(s): Sami Al Garisi                         | Árbitro(s): Sami Al Garisi |

### Grupo D
| Equipo  | PJ | PG | PE | PP | GF | GC | Dif. | Pts |
| ------- | -- | -- | -- | -- | -- | -- | ---- | --- |
| Egipto  | 2  | 2  | 0  | 0  | 3  | 0  | +3   | 6   |
| Omán    | 2  | 1  | 0  | 1  | 2  | 1  | +1   | 3   |
| Somalia | 2  | 0  | 0  | 2  | 0  | 4  | -4   | 0   |

| 21 de julio de 2022 | Egipto       | 1:0 (1:0) | Omán | Damac Stadium, Abha, Arabia Saudita |                                |
| 21:00               | - Hawash 43' | Reporte   |      | Árbitro(s): Abdullah AlKandari      | Árbitro(s): Abdullah AlKandari |

| 24 de julio de 2022 | Omán                                | 2:0 (1:0) | Somalia | Prince Sultan bin Abdul Aziz, Abha, Arabia Saudita |                                     |
| 17:00               | - Al-Marzouq 21' - Al-Balochi 90+2' | Reporte   |         | Árbitro(s): Abdel Aziz Mohamed Bouh                | Árbitro(s): Abdel Aziz Mohamed Bouh |

| 27 de julio de 2022 | Somalia | 0:2 (0:1) | Egipto                     | Damac Stadium, Abha, Arabia Saudita |                                  |
| 21:00               |         | Reporte   | - 35' Hassan - 74' Ibrahim | Árbitro(s): Sheikh Ahmed Aladdin    | Árbitro(s): Sheikh Ahmed Aladdin |

### Grupo E
| Equipo | PJ | PG | PE | PP | GF | GC | Dif. | Pts |
| ------ | -- | -- | -- | -- | -- | -- | ---- | --- |
| Túnez  | 2  | 2  | 0  | 0  | 9  | 0  | +9   | 6   |
| Baréin | 2  | 1  | 0  | 1  | 2  | 3  | -1   | 3   |
| Yibuti | 2  | 0  | 0  | 2  | 0  | 8  | -8   | 0   |

| 22 de julio de 2022 | Túnez                                 | 3:0 (1:0) | Baréin | Prince Sultan bin Abdul Aziz, Abha, Arabia Saudita |                         |
| 17:00               | - Senana 45' - Derbali 62' - Abid 86' | Reporte   |        | Árbitro(s): Sadam Omara                            | Árbitro(s): Sadam Omara |

| 25 de julio de 2022 | Baréin                           | 2:0 (2:0) | Yibuti | Damac Stadium, Abha, Arabia Saudita |                          |
| 21:00               | - Muhammed 14' (pen.) - Diaa 17' | Reporte   |        | Árbitro(s): Yousif Saeed            | Árbitro(s): Yousif Saeed |

| 28 de julio de 2022 | Yibuti | 0:6 (0:2) | Túnez                                                         | Prince Sultan bin Abdul Aziz, Abha, Arabia Saudita |                               |
| 17:00               |        | Reporte   | - 24' Dhaoui - 39', 88' Abid - 60' Sassi - 69', 77' Bouchniba | Árbitro(s): Sultan Al-Hammadi                      | Árbitro(s): Sultan Al-Hammadi |

### Grupo F
| Equipo    | PJ | PG | PE | PP | GF | GC | Dif. | Pts |
| --------- | -- | -- | -- | -- | -- | -- | ---- | --- |
| Marruecos | 2  | 2  | 0  | 0  | 5  | 2  | +3   | 6   |
| Palestina | 2  | 1  | 0  | 1  | 5  | 4  | +1   | 3   |
| Sudán     | 2  | 0  | 0  | 2  | 5  | 9  | -4   | 0   |

| 22 de julio de 2022 | Marruecos                                              | 4:2 (2:2) | Sudán                     | Damac Stadium, Abha, Arabia Saudita |                                   |
| 21:00               | - Khalifi 32' - Soussi 36' - Akharaz 55' - Mimouni 73' | Reporte   | - 18' Jibril - 43' Khader | Árbitro(s): Shiekh Ahmad AlAeddin   | Árbitro(s): Shiekh Ahmad AlAeddin |

| 25 de julio de 2022 | Sudán                                      | 3:5 (1:1) | Egipto                                                                               | Prince Sultan bin Abdul Aziz, Abha, Arabia Saudita |                               |
| 17:00               | - Awad 41' (a.g.) - Qader 49' - Jibril 68' | Reporte   | - 31' Mahmoud - 63' (pen.) Al Badarin - 83' Al-Hattab - 90+2' Sundoqa - 90+7' Derbas | Árbitro(s): Mohamed Alshahome                      | Árbitro(s): Mohamed Alshahome |

| 28 de julio de 2022 | Palestina | 0:1 (0:0) | Marruecos     | Damac Stadium, Abha, Arabia Saudita |                             |
| 21:00               |           | Reporte   | - 84' Mimouni | Árbitro(s): Omar Al-Yaqoubi         | Árbitro(s): Omar Al-Yaqoubi |

### Ranking de segundos puestos
| Grupo | Equipo     | PJ | PG | PE | PP | GF | GC | Dif. | Pts |
| ----- | ---------- | -- | -- | -- | -- | -- | -- | ---- | --- |
| F     | Palestina  | 2  | 1  | 0  | 1  | 5  | 4  | +1   | 3   |
| B     | Yemen      | 2  | 1  | 0  | 1  | 3  | 2  | +1   | 3   |
| D     | Omán       | 2  | 1  | 0  | 1  | 2  | 1  | +1   | 3   |
| C     | Libia      | 2  | 1  | 0  | 1  | 3  | 3  | 0    | 3   |
| E     | Baréin     | 2  | 1  | 0  | 1  | 2  | 3  | -1   | 3   |
| A     | Mauritania | 2  | 1  | 0  | 1  | 1  | 2  | -1   | 3   |

## Fase final

### Cuadro de desarrollo
|  | Cuartos de final | Cuartos de final |           |                | Semifinales | Semifinales |  |                | Final | Final |  |
|  |                  |                  |           |                |             |             |  |                |       |       |  |
|  |                  |                  |           |                |             |             |  |                |       |       |  |
|  | Arabia Saudita   | 0 (3)            |           |                |             |             |  |                |       |       |  |
|  | Arabia Saudita   | 0 (3)            |           |                |             |             |  |                |       |       |  |
|  | Yemen            | 0 (1)            |           |                |             |             |  |                |       |       |  |
|  | Yemen            | 0 (1)            |           | Arabia Saudita | 5           |             |  |                |       |       |  |
|  |                  |                  |           | Arabia Saudita | 5           |             |  |                |       |       |  |
|  |                  |                  | Palestina | 0              |             |             |  |                |       |       |  |
|  | Jordania         | 1 (4)            | Palestina | 0              |             |             |  |                |       |       |  |
|  | Jordania         | 1 (4)            |           |                |             |             |  |                |       |       |  |
|  | Palestina        | 1 (5)            |           |                |             |             |  |                |       |       |  |
|  | Palestina        | 1 (5)            |           |                |             |             |  | Arabia Saudita | 1 (5) |       |  |
|  |                  |                  |           |                |             |             |  | Arabia Saudita | 1 (5) |       |  |
|  |                  |                  | Egipto    | 1 (3)          |             |             |  |                |       |       |  |
|  | Argelia          | 1                | Egipto    | 1 (3)          |             |             |  |                |       |       |  |
|  | Argelia          | 1                |           |                |             |             |  |                |       |       |  |
|  | Túnez            | 0                |           |                |             |             |  |                |       |       |  |
|  | Túnez            | 0                |           | Argelia        | 1           |             |  |                |       |       |  |
|  |                  |                  |           | Argelia        | 1           |             |  |                |       |       |  |
|  |                  |                  | Egipto    | 3              |             |             |  |                |       |       |  |
|  | Egipto           | 2                | Egipto    | 3              |             |             |  |                |       |       |  |
|  | Egipto           | 2                |           |                |             |             |  |                |       |       |  |
|  | Marruecos        | 1                |           |                |             |             |  |                |       |       |  |
|  | Marruecos        | 1                |           |                |             |             |  |                |       |       |  |
|  |                  |                  |           |                |             |             |  |                |       |       |  |

### Cuartos de final
| 31 de julio de 2022 | Jordania                                           | 1:1 (1:1) (4:5 p.)         | Palestina                                           | Damac Stadium, Abha, Arabia Saudita |                              |
| 15:00               | - Dayyeh 41' (pen.)                                | Reporte                    | - 8' Sandouqa                                       | Árbitro(s): Abdulaziz Jaafar        | Árbitro(s): Abdulaziz Jaafar |
|                     |                                                    | Tiros desde el punto penal |                                                     |                                     |                              |
|                     | - Amro - Al-Mansoori - Raed - Dayyeh - Al-Mubaidin |                            | - Sandouqa - Taha - Al-Heija - Shaltaf - Al Badarin |                                     |                              |

| 31 de julio de 2022 | Arabia Saudita                            | 0:0 (3:1 p.)               | Yemen                                  | Prince Sultan bin Abdul Aziz, Abha, Arabia Saudita |                         |
| 17:00               |                                           | Reporte                    |                                        | Árbitro(s): Jalal Jayed                            | Árbitro(s): Jalal Jayed |
|                     |                                           | Tiros desde el punto penal |                                        |                                                    |                         |
|                     | - Radif - Al-Juwayr - Al-Nemer - Al-Marri |                            | - Al Shami - Ibrahim - Balabel - Mahdi |                                                    |                         |

| 31 de julio de 2022 | Egipto                   | 2:1 (1:1) | Marruecos      | Damac Stadium, Abha, Arabia Saudita |                               |
| 19:00               | - Hawash 32' - Basha 61' | Reporte   | - 23' Lyakoubi | Árbitro(s): Sultan Al-Hammadi       | Árbitro(s): Sultan Al-Hammadi |

| 31 de julio de 2022 | Argelia      | 1:0 (1:0) | Túnez | Prince Sultan bin Abdul Aziz, Abha, Arabia Saudita |                            |
| 21:00               | - Chekal 34' | Reporte   |       | Árbitro(s): Sami Al Garisi                         | Árbitro(s): Sami Al Garisi |

### Semifinales
| 3 de agosto de 2022 | Arabia Saudita                                               | 5:0 (2:0) | Palestina | Prince Sultan bin Abdul Aziz, Abha, Arabia Saudita |                               |
| 16:30               | - Baker 36' - Radif 45', 65' - Al Aliwa 67' - Al Rahmani 87' | Reporte   |           | Árbitro(s): Mohamed Alshahome                      | Árbitro(s): Mohamed Alshahome |

| agosto de 2022 | Argelia      | 1:3 (0:2) | Egipto                                  | Prince Sultan bin Abdul Aziz, Abha, Arabia Saudita |                             |
| 21:00          | - Akhrib 69' | Reporte   | - 10' Basha - 40' Rashdan - 76' Ibrahim | Árbitro(s): Mohammad Khaled                        | Árbitro(s): Mohammad Khaled |

### Final
| 7 de agosto de 2022 | Arabia Saudita                                                                               | 1:1 (1:0) (1:1) (5:3 p.)   | Egipto                                                                  | Prince Sultan bin Abdul Aziz, Abha, Arabia Saudita |                         |
| 19:30               | - Al Aliwa 45'                                                                               | Reporte                    | - 49' Basha                                                             | Árbitro(s): Jalal Jayed                            | Árbitro(s): Jalal Jayed |
|                     |                                                                                              | Tiros desde el punto penal |                                                                         |                                                    |                         |
|                     | Acierto de penal · Acierto de penal · Acierto de penal · Acierto de penal · Acierto de penal |                            | Acierto de penal · Fallo de penal · Acierto de penal · Acierto de penal |                                                    |                         |

## Campeón
| Copa Árabe Sub-20 2022    |
| ------------------------- |
| Bandera de Arabia Saudita |
| Arabia Saudita 2do título |

## Goleadores
- Actualizado el 7 de agosto de 2022.

| Jugador            | Selección              | Goles |
| ------------------ | ---------------------- | ----- |
| Abdullah Radif     | Arabia Saudita         | 6     |
| Aziz Abid          | Túnez                  | 3     |
| Salah Basha        | Egipto                 | 3     |
| Lahlou Akhrib      | Argelia                | 2     |
| Ahmed Hawash       | Egipto                 | 2     |
| Mohamed Adil       | Libia                  | 2     |
| Anas Mimouni       | Marruecos              | 2     |
| Mohammad Sandouqa  | Emiratos Árabes Unidos | 2     |
| Amjad Issam Jibril | Sudán                  | 2     |
| Raed Bouchniba     | Túnez                  | 2     |
| Abdulaziz Al Aliwa | Arabia Saudita         | 2     |